# 거대 불개미의 습격
《거대 불개미의 습격》(영어: It Came from the Desert)은 2016년 개봉한 영국의  액션 코미디 공포 영화이다.

## 줄거리
브라이언과 루카스는 리사와 함께 사막에서 열리는 파티로 향한다. 잠시 파티장에서 떨어져 나온 브라이언과 루카스는 근처 버려진 건물을 탐험하다 거대한 개미와 마주치고, 가까스로 빠져나온다. 한편 개미의 에너지원이 밝혀지면서 친구들은 파티에 있던 이들을 비롯해 마을 사람들의 목숨이 그들의 손에 달려 있다는 걸 알게 되는데…

## 출연진
- 해리 리스터 스미스 - 브라이언 역
- 바네사 그레이즈 - 리사 역
- 칼럼 맥고완 - 팀 역
- 마크 아놀드 - 레나드 박사 역
- 아리 사보넨
- 알렉스 밀스 - 루카스 역
- 클라우디아 트루질로 - 더 걸프렌드 역
- 제임스 앨퍼 - 보드카 가이 역